# کیت مک‌نیل
کیت مک‌نیل (انگلیسی: Kate McNeil؛ زادهٔ ۱۷ اوت ۱۹۵۹) یک هنرپیشه اهل ایالات متحده آمریکا است.
او در فیلم هر کاری خواهم کرد و میمون می‌درخشد بازی کرده‌است.